# Xã Dexter, Quận Cowley, Kansas
Xã Dexter (tiếng Anh: Dexter Township) là một xã thuộc quận Cowley, tiểu bang Kansas, Hoa Kỳ. Năm 2010, dân số của xã này là 433 người.